# École de la deuxième chance
Pour les articles homonymes, voir Deuxième Chance.
En France, la première École de la 2e Chance (E2C) a été créée à Marseille en 1997, sur la base des principes inscrits dans le Livre Blanc « Enseigner et apprendre : vers la société cognitive », présenté par Édith Cresson et adopté par la Commission européenne en 1995. Associations loi de 1901, les E2C accueillent des jeunes de 16 à 25 ans sortis du système scolaire, sans diplôme ou détenteur d'un BEP, CAP ou BAC. Les E2C visent l'insertion sociale, citoyenne et professionnelle durable de ce public éloigné de l'emploi qui a décroché. Les missions locales, Pôle emploi et le tissu associatif local font partie des prescripteurs habituels des E2C.
En 2023, on compte 146 sites-Ecoles de la 2e Chance en France , répartis dans 12 régions et 64 départements de France métropolitaine, ainsi que 5 départements et régions ultramarines. Leur financement varie d'une école à l'autre ; il peut être assuré par les régions, le FSE, la taxe d'apprentissage, les entreprises partenaires, etc.

## Concept
Ces écoles sont faites pour des jeunes sans réelles qualifications professionnelles ni diplômes. Il s'agit de leur donner un nouvel accès à une formation valorisante et les aider à se construire un projet d'insertion qui facilitera leurs intégrations sociale et professionnelle. Ces jeunes, venant de leur propre chef, ou envoyés par la mission locale de secteur, se verront intégrés par l'E2C durant 4 à 18 mois, toute en recevant une indemnité (de 500€ en moyenne, variable selon la situation de chacun) durant le temps passé à l'E2C. Se définissant comme un lieu de formation, d'expérimentation et d'innovation, l'E2C a comme pratique l'accompagnement individualisé des apprenants, alternant cours théoriques mais également un temps en entreprise.
Il n'y est pas proposé de programme préétabli, mais un parcours de formation et d'accompagnement personnalisé pour chaque stagiaire. Le concept repose sur le principe de l'alternance en entreprise et sur l'individualisation des apprentissages dans le cadre d'une remise à niveau des savoirs de base (mathématiques, français, informatique). 
Les stages en entreprises permettent aux stagiaires de découvrir des métiers et de construire un projet professionnel. Les candidats doivent être motivés pour s'inscrire, et comme dans le cadre d'un emploi, ils doivent effectuer une période d'essai en début de parcours. Les jeunes en formation sont considérés comme des stagiaires de la formation professionnelle et touchent une rémunération.
Le parcours (6 mois en moyenne) peut être interrompu dès que le stagiaire accède à un emploi ou à une formation qualifiante. 
Des rentrées sont organisées tout au long de l'année. En 2020, le taux de sorties positives était de 60 % : 20 % vers un emploi (CDI ou CDD) dont 3% vers un emploi aidé, 15 % vers un contrat de professionnalisation ou contrat d'apprentissage, 25 % vers une formation qualifiante ou diplômante[réf. nécessaire].
Parmi les partenaires des comités de pilotage des E2C on trouve l'Éducation nationale, les collectivités territoriales, la Commission européenne, des entreprises et des organismes sociaux.

## Historique
En France, la première de ces école est créée à Marseille, en 1997, à l'initiative d'Edith Cresson, instigatrice et porteuse du projet lors du sommet des Chefs d'État de Madrid de décembre 1995. Issu des principes contenus dans le Livre Blanc Enseigner et apprendre – Vers la société cognitive, le projet est rapidement approuvé par tous les ministres de l'éducation des États membres de l'Union européenne. La forme juridique de ces écoles est le plus souvent associative, avec trois tiers comme financeurs : « les régions, porteuses des conventions de créations d'école (33%), par l'État et le troisième tiers est constitué du FSE (Fonds Social Européen). L'investissement moyen par jeune suivi est d'environ 5 800 € ».
En France, les E2C accueillent environ 15 000 jeunes par an, âgé de 16 à 25 ans, et pour la plupart en décrochage scolaire scolaire, ou des jeunes ayant simplement abandonné le système scolaire. Dans le cadre de l'objectif « lutter contre l'exclusion », l'expérience des écoles de la deuxième chance est recommandée : les jeunes adultes sans diplôme ou qualification, ont ainsi accès à une « seconde chance », offrant « aux jeunes adultes exclus du système éducatif ou en passe de l'être les meilleures formations » mais également leur garantissant « le meilleur encadrement pour leur donner confiance en eux ».
En 2023, 56 écoles, déployées sur 159 sites dans 12 régions de France, ont accueilli 16.876 stagiaires. C'est +12,5 % par rapport à 2022 (la plus forte hause depuis 2012, expliquée par une couverture territoriale renforcée en 2023, et car les Missions locales et France Travail ont augmenté leurs prescriptions de 32%. en 2023). Le bilan publié en 2024 précise que les stagiaires accueillis tendent à être de plus en plus éloignés de l'emploi, de plus en plus jeunes, avec plus de femmes. 6% des stagiaires étaient en situation de handicap. Et l'E2C affiche un taux de 28% de stagiaires issus des quartiers prioritaires de la ville (QPV). 

## Objectifs
Il s'agit d'abord de lutter contre le décrochage scolaire, en soutenant des personnes ou populations fragilisées confrontées à des difficultés sociales. 
L'E2C leur ouvre ses portes pour leur donner l'opportunité d'une insertion sociale et/ou professionnelle, tout en leur apportant comme le nom l'indique une 2ème chance de devenir.
Les jeunes quittant le système scolaire n'ayant pas obtenu de diplôme professionnel ou de baccalauréat seraient ainsi 140 000 chaque année. En 2011, le taux de chômage des actifs de plus de quinze ans sans diplôme était de 16% (taux de chômage national : 9,2%) (Insee, 2012).
La dimension motivationnelle du dispositif est vu comme  composante de réussite parmi d'autres facteurs relevant de l'ingénierie pédagogique.

## Charte de l'E2C
Les E2C ont une charte commune. Elle comprend 6 principes que l'ensemble des acteurs sont invités à respecter :
- L'E2C est une institution portée par les Collectivités Territoriales et Locales et/ou Consulaires. Ce dispositif dispose de moyens financiers, structurels et humains pour assurer la continuité de son action

- L'objectif est d'assurer l'insertion professionnelle et sociale de jeunes en difficulté. Intervenir auprès d'un public ne faisant plus partie de l'éducation nationale.

- En partenariat étroit avec le monde de l'entreprise. Les entreprises jouent un rôle très important pour la construction du projet professionnel du jeune. Concourir à l'adéquation des besoins et des attentes des jeunes avec les réalités du marché de l'emploi.

- Qui ne délivre pas de diplômes, mais vise à accréditer des compétences par l'élaboration du  portefeuille de compétences et la construction du projet professionnel. Compétences de remise à niveau, de compétences sociales, citoyennes, compétences en entreprise,

- Accompagne le projet personnel et professionnel du stagiaire durant leur temps de formation au sein de l'E2c, mais également à leur sortie.

- Qui travaille en réseau avec tous les acteurs intervenant auprès de leur public[10]

## Retour des apprenants
L' Université Paris Ouest a initié une recherche sur l'impact de l'accompagnement proposé par les E2C sur les dispositions relatives à la recherche d'emploi et plus largement à l'insertion professionnelle des jeunes adultes. Cet entretien sera porté sur 21 jeunes adultes. Ce qui ressortira des divers entretiens de ces jeunes sont :
- se former avec un désir de « reprendre » une scolarité ou de se qualifier.
- une logique d'orientation ou d'expérimentation par le biais de stages.
- une logique d'emploi visant l'accès à une profession. Vouloir travailler à tout prix.
- une logique “ thérapeutique” afin de se faire aider; d'être soutenu dans leurs démarches[11].

## Le label "École de la2eChance" reconnu par l'État

Logo du Réseau E2C France

Créé en 2009 et actualisé en 2016, le "Guide de Labellisation du Réseau E2C France" permet d'évaluer l'ancrage territorial des Écoles, l'adaptation des méthodes pédagogiques (individualisation des parcours, alternance) et les démarches qualité de chaque École. Les critères de labellisation sont basés sur la "Charte des Principes fondamentaux", définissant l'identité des E2C, et sur les exigences réglementaires immanquables pour tout organisme de formation.
Le décret du 13 décembre 2007 a confié au Réseau E2C France la délivrance du label "École de la Deuxième Chance". Ce label, institué par l'article L214-14 du Code de l'éducation, a reçu les avis conformes des ministères de l'Éducation nationale et de l'Emploi.
Le Conseil National de l'Emploi, de la Formation et de l'Orientation Professionnelle a reconnu officiellement et a inscrit sur sa première liste de certifications et labels « qualité » le label "École de la 2e Chance, pour une durée de trois ans sans conditions. Les E2C sont reconnues conformes aux exigences du décret relatif à la qualité des actions de la formation professionnelle continue.
L'attribution du label E2C est conditionnée par la réalisation d'un audit de la part d'Afnor Certification, puis d'un avis favorable d'une commission indépendante, la Commission Nationale de Labellisation (CNL). Composée des représentants des principaux partenaires des E2C, la CNL émet un avis motivé, sur la base du rapport de l'auditeur pour l'attribution ou le maintien du label pour les organismes candidats.
Engagé en 2020, le déploiement de la certification Qualiopi va également se poursuivre tout au long de l'année. Le réseau a adapté son processus qualité aux exigences de la loi Avenir professionnel et a été reconnu instance labellisante par France compétences en décembre 2019. Un statut qui lui permet de délivrer la certification Qualiopi en complément du label E2C.

## Les écoles du Réseau
Le Réseau des Écoles de la 2e Chance France compte 146 sites-Ecoles qui accueillent plus de 15 000 jeunes de 16 à 25 ans, par an, sur tout le territoire national.